# Aldo Serena
Aldo Serena (Montebelluna, 25 giugno 1960) è un ex calciatore italiano, di ruolo attaccante.
Ha legato la sua carriera principalmente all'Inter, squadra nella quale ha giocato per sette stagioni; ciò nonostante è uno dei sei calciatori italiani (insieme a Filippo Cavalli, Giovanni Ferrari, Sergio Gori, Pierino Fanna e Attilio Lombardo) che hanno vinto lo scudetto con tre diverse società, nel suo caso Inter, Juventus e Milan.

## Caratteristiche tecniche
Attaccante dotato di grinta e spirito di sacrificio, aveva nel colpo di testa il pezzo migliore del proprio repertorio.

## Carriera

### Giocatore

#### Club

##### Montebelluna e Inter
Cresciuto nelle giovanili del Montebelluna, sua città natale, quando aveva 15 anni saltò il suo passaggio alla Juventus a causa dell’infortunio del cugino Pozzobon che era incluso nella trattativa. Quindi esordì nel calcio professionistico nella stagione 1977-1978 segnando nove reti con i biancocelesti in Serie D. Acquistato dall'Inter nel 1978, come riserva di Altobelli e Muraro, segnò il suo primo gol in Serie A il 19 novembre 1978 nella partita interna contro la Lazio (vinta 4-0), che rappresentò il suo esordio in massima serie.

##### Como, Bari e Milan

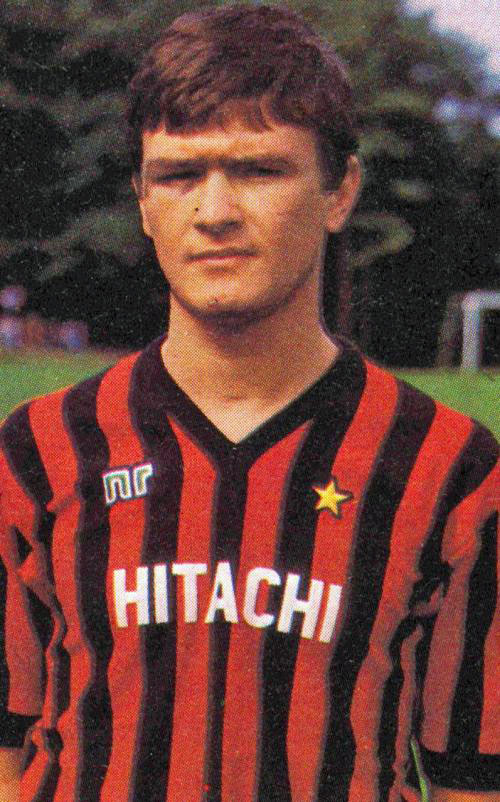
Serena al Milan nella stagione 1982-1983

A fine stagione, collezionate soltanto due presenze, venne mandato in prestito al Como in Serie B segnando due reti in 18 presenze. L'anno successivo passò al Bari, sempre in prestito, e stavolta segnò 10 reti in 35 apparizioni.
Tornò all'Inter nella stagione 1981-1982, segnando 2 reti in 21 presenze di campionato e solo una in Coppa Italia, seppure quest'ultima valse il definitivo 1-0 nella finale di andata contro il Torino; l'1-1 nella sfida di ritorno diede il trofeo ai nerazzurri, il primo per l'attaccante. Non venne confermato per la stagione successiva e passò così ai concittadini del Milan, in Serie B, segnando otto reti e contribuendo attivamente alla promozione dei rossoneri in massima serie. Tornò all'Inter la stagione seguente, segnando ancora otto gol.

##### Torino e Juventus
Venne ceduto, ancora una volta in prestito, al Torino per l'annata 1984-1985, terminata dai granata al secondo posto in classifica, cui Serena contribuì con un bottino personale di 9 reti tra cui il gol-vittoria all'89' nel derby del 18 novembre 1984.
Nel 1985, rientrato all'Inter, fu ceduto stavolta alla Juventus, che pagò 2,8 miliardi di lire più il cartellino di Marco Tardelli, valutato 3,2 miliardi. Curiosa la storia del suo trasferimento sull'altra sponda della città sabauda: Serena nel giugno 1985 viene chiamato d'urgenza dal presidente nerazzurro Ernesto Pellegrini per discuterne a cena, ma Serena disse che non poteva, perché doveva andare al concerto milanese di Bruce Springsteen, il primo in Italia, e rimandò l'incontro a dopo il concerto di The Boss. A mezzanotte, rinunciando ai bis di Springsteen, andò da San Siro a piedi sino alla casa, poco distante, di Pellegrini, che gli comunicò il trasferimento ai bianconeri.

Serena esulta per la Juventus nel campionato 1985-1986

Nel dicembre 1985 vinse la Coppa Intercontinentale contro l'Argentinos Juniors ai tiri di rigore, realizzando il proprio penalty. A fine stagione conquistò il suo primo scudetto, il 22º per la Vecchia Signora, segnando 11 gol in 24 presenze.
Vestì la maglia bianconera anche nella stagione 1986-1987, quindi nell'estate seguente compì il percorso inverso: tornò all'Inter, ceduto per 3,5 miliardi di lire.

##### Ritorni alle milanesi
Nell'estate 1987 ebbe quindi luogo il ritorno all'Inter, dove ritrovò Trapattoni con cui si era aggiudicato il titolo nazionale un anno prima. In Coppa UEFA, nel ritorno dei sedicesimi con il Beşiktaş, segnò una doppietta nel 3-1 finale. Altri due gol li realizzò da ex, nel derby d'Italia del 25 ottobre: i nerazzurri vinsero per 2-1. Anche il Bologna, in Coppa Italia, subì due reti da lui.
Visse un'ulteriore consacrazione l'anno successivo, quando si laureò capocannoniere del torneo con 22 centri contribuendo in maniera determinante allo Scudetto dei record nerazzurro. Un gol portò alla vittoria della stracittadina d'andata, in cui segnò con un colpo di testa in tuffo. Appose la propria firma anche sulla Supercoppa italiana, con una realizzazione alla Sampdoria.
Aggiunta al suo palmarès anche una Coppa UEFA (1991) rientrò al Milan dove, in due stagioni, disputò in tutto 10 partite e non segnò alcuna rete, ma vinse altri due Scudetti. Si ritirò nel 1993.
Detiene il singolare primato di aver giocato i derby di Milano e di Torino con tutte le 4 maglie.

#### Nazionale

Serena al debutto in nazionale, l'8 dicembre 1984 a Pescara contro la.

Convocato in nazionale per la prima volta Enzo Bearzot, esordì con gli allora campioni del mondo in carica l'8 dicembre 1984, a 24 anni, nell'amichevole contro la Polonia vinta 2-0 a Pescara. Realizzò il suo primo gol in nazionale il 5 febbraio 1986, ad Avellino, nella partita amichevole persa 2-1 in casa contro la Germania Ovest. Fu poi convocato per il Mondiale 1986 in Messico, senza però scendere in campo.
Venne confermato nel gruppo azzurro dal nuovo CT Azeglio Vicini, che lo convocò per il Mondiale 1990 ospitato dall'Italia, preferendolo a Luca Fusi del Napoli. L'attaccante segnò una rete all'Uruguay negli ottavi di finale, partita che coincise con il suo trentesimo compleanno. Nella semifinale contro l'Argentina fallì un rigore della sequenza finale, contribuendo alla sconfitta italiana. La sua ultima presenza in nazionale fu quella del 22 dicembre 1990, nella quale realizzò una doppietta nella gara delle qualificazioni europee vinta 4-0 contro Cipro a Limassol.
Chiuse la sua esperienza in nazionale con 5 gol in 24 presenze, diventando uno dei sei calciatori italiani ad aver segnato sia ad un Mondiale che ad un'Olimpiade.

### Dopo il ritiro
Dopo il ritiro è diventato commentatore tecnico nelle telecronache e opinionista dapprima per Mediaset, dal 1994, e poi per Sky Sport, dal 2023.

## Statistiche

### Presenze e reti nei club
| Stagione        | Squadra         | Campionato      | Campionato | Campionato | Coppe nazionali | Coppe nazionali | Coppe nazionali | Coppe continentali | Coppe continentali | Coppe continentali | Altre coppe | Altre coppe | Altre coppe | Totale | Totale |
| Stagione        | Squadra         | Comp            | Pres       | Reti       | Comp            | Pres            | Reti            | Comp               | Pres               | Reti               | Comp        | Pres        | Reti        | Pres   | Reti   |
| --------------- | --------------- | --------------- | ---------- | ---------- | --------------- | --------------- | --------------- | ------------------ | ------------------ | ------------------ | ----------- | ----------- | ----------- | ------ | ------ |
| 1977-1978       | Montebelluna    | D               | 29         | 9          | -               | -               | -               | -                  | -                  | -                  | -           | -           | -           | 29     | 9      |
| 1978-1979       | Inter           | A               | 2          | 1          | CI              | 0               | 0               | CdC                | 2                  | 0                  | -           | -           | -           | 4      | 1      |
| 1979-1980       | Como            | B               | 18         | 2          | CI              | 0               | 0               | -                  | -                  | -                  | -           | -           | -           | 18     | 2      |
| 1980-1981       | Bari            | B               | 35         | 10         | CI              | 4               | 2               | -                  | -                  | -                  | -           | -           | -           | 39     | 12     |
| 1981-1982       | Inter           | A               | 21         | 2          | CI              | 5               | 1               | CU                 | 4                  | 2                  | -           | -           | -           | 30     | 5      |
| 1982-1983       | Milan           | B               | 20         | 8          | CI              | 9               | 6               | -                  | -                  | -                  | -           | -           | -           | 29     | 14     |
| 1983-1984       | Inter           | A               | 28         | 8          | CI              | 5               | 1               | CU                 | 4                  | 2                  | -           | -           | -           | 37     | 11     |
| 1984-1985       | Torino          | A               | 29         | 9          | CI              | 6               | 0               | -                  | -                  | -                  | -           | -           | -           | 35     | 9      |
| 1985-1986       | Juventus        | A               | 25         | 11         | CI              | 5               | 4               | CC                 | 4                  | 5                  | CInt+TE     | 1+0         | 0           | 35     | 20     |
| 1986-1987       | Juventus        | A               | 26         | 10         | CI              | 8               | 5               | CC                 | 2                  | 1                  | -           | -           | -           | 36     | 16     |
| Totale Juventus | Totale Juventus | Totale Juventus | 51         | 21         |                 | 13              | 9               |                    | 6                  | 6                  |             | 1           | 0           | 71     | 36     |
| 1987-1988       | Inter           | A               | 22         | 6          | CI              | 4               | 3               | CU                 | 5                  | 3                  | -           | -           | -           | 31     | 12     |
| 1988-1989       | Inter           | A               | 32         | 22         | CI              | 5               | 3               | CU                 | 5                  | 3                  | -           | -           | -           | 42     | 28     |
| 1989-1990       | Inter           | A               | 30         | 9          | CI              | 3               | 2               | CC                 | 2                  | 1                  | SI          | 1           | 1           | 36     | 13     |
| 1990-1991       | Inter           | A               | 30         | 8          | CI              | 4               | 0               | CU                 | 10                 | 1                  | -           | -           | -           | 44     | 9      |
| Totale Inter    | Totale Inter    | Totale Inter    | 165        | 56         |                 | 26              | 10              |                    | 32                 | 12                 |             | 1           | 1           | 224    | 79     |
| 1991-1992       | Milan           | A               | 9          | 0          | CI              | 6               | 0               | -                  | -                  | -                  | -           | -           | -           | 15     | 0      |
| 1992-1993       | Milan           | A               | 1          | 0          | CI              | 1               | 0               | UCL                | 0                  | 0                  | SI          | 0           | 0           | 2      | 0      |
| Totale Milan    | Totale Milan    | Totale Milan    | 30         | 8          |                 | 16              | 6               |                    | 0                  | 0                  |             | 0           | 0           | 46     | 14     |
| Totale carriera | Totale carriera | Totale carriera | 357        | 115        |                 | 65              | 27              |                    | 38                 | 18                 |             | 2           | 1           | 462    | 161    |

### Cronologia presenze e reti in nazionale
| Cronologia completa delle presenze e delle reti in nazionale ― Italia | Cronologia completa delle presenze e delle reti in nazionale ― Italia | Cronologia completa delle presenze e delle reti in nazionale ― Italia | Cronologia completa delle presenze e delle reti in nazionale ― Italia | Cronologia completa delle presenze e delle reti in nazionale ― Italia | Cronologia completa delle presenze e delle reti in nazionale ― Italia | Cronologia completa delle presenze e delle reti in nazionale ― Italia | Cronologia completa delle presenze e delle reti in nazionale ― Italia |
| Data                                                                  | Città                                                                 | In casa                                                               | Risultato                                                             | Ospiti                                                                | Competizione                                                          | Reti                                                                  | Note                                                                  |
| --------------------------------------------------------------------- | --------------------------------------------------------------------- | --------------------------------------------------------------------- | --------------------------------------------------------------------- | --------------------------------------------------------------------- | --------------------------------------------------------------------- | --------------------------------------------------------------------- | --------------------------------------------------------------------- |
| 8-12-1984                                                             | Pescara                                                               | Italia                                                                | 2 – 0                                                                 | Polonia                                                               | Amichevole                                                            | -                                                                     | 79’                                                                   |
| 5-2-1985                                                              | Dublino                                                               | Irlanda                                                               | 1 – 2                                                                 | Italia                                                                | Amichevole                                                            | -                                                                     | 72’                                                                   |
| 16-11-1985                                                            | Chorzów                                                               | Polonia                                                               | 1 – 0                                                                 | Italia                                                                | Amichevole                                                            | -                                                                     |                                                                       |
| 5-2-1986                                                              | Avellino                                                              | Italia                                                                | 1 – 2                                                                 | Germania Ovest                                                        | Amichevole                                                            | 1                                                                     |                                                                       |
| 11-5-1986                                                             | Napoli                                                                | Italia                                                                | 2 – 0                                                                 | Cina                                                                  | Amichevole                                                            | -                                                                     | 46’                                                                   |
| 15-11-1986                                                            | Milano                                                                | Italia                                                                | 3 – 2                                                                 | Svizzera                                                              | Qual. Euro 1988                                                       | -                                                                     | 41’                                                                   |
| 28-5-1987                                                             | Oslo                                                                  | Norvegia                                                              | 0 – 0                                                                 | Italia                                                                | Amichevole                                                            | -                                                                     | 79’                                                                   |
| 10-6-1987                                                             | Zurigo                                                                | Italia                                                                | 3 – 1                                                                 | Argentina                                                             | Amichevole                                                            | -                                                                     | 49’                                                                   |
| 22-12-1988                                                            | Perugia                                                               | Italia                                                                | 2 – 0                                                                 | Scozia                                                                | Amichevole                                                            | -                                                                     |                                                                       |
| 22-2-1989                                                             | Pisa                                                                  | Italia                                                                | 1 – 0                                                                 | Danimarca                                                             | Amichevole                                                            | -                                                                     |                                                                       |
| 25-3-1989                                                             | Vienna                                                                | Austria                                                               | 0 – 1                                                                 | Italia                                                                | Amichevole                                                            | -                                                                     | 21’                                                                   |
| 22-4-1989                                                             | Verona                                                                | Italia                                                                | 1 – 1                                                                 | Uruguay                                                               | Amichevole                                                            | -                                                                     |                                                                       |
| 26-4-1989                                                             | Taranto                                                               | Italia                                                                | 4 – 0                                                                 | Ungheria                                                              | Amichevole                                                            | -                                                                     | 46’                                                                   |
| 11-11-1989                                                            | Vicenza                                                               | Italia                                                                | 1 – 0                                                                 | Algeria                                                               | Amichevole                                                            | 1                                                                     | 70’                                                                   |
| 15-11-1989                                                            | Londra                                                                | Inghilterra                                                           | 0 – 0                                                                 | Italia                                                                | Amichevole                                                            | -                                                                     | 76’                                                                   |
| 21-12-1989                                                            | Cagliari                                                              | Italia                                                                | 0 – 0                                                                 | Argentina                                                             | Amichevole                                                            | -                                                                     |                                                                       |
| 21-2-1990                                                             | Rotterdam                                                             | Paesi Bassi                                                           | 0 – 0                                                                 | Italia                                                                | Amichevole                                                            | -                                                                     | 82’                                                                   |
| 31-3-1990                                                             | Basilea                                                               | Svizzera                                                              | 0 – 1                                                                 | Italia                                                                | Amichevole                                                            | -                                                                     | 58’                                                                   |
| 25-6-1990                                                             | Roma                                                                  | Italia                                                                | 2 – 0                                                                 | Uruguay                                                               | Mondiali 1990 - Ottavi di finale                                      | 1                                                                     | 52’                                                                   |
| 30-6-1990                                                             | Roma                                                                  | Italia                                                                | 1 – 0                                                                 | Irlanda                                                               | Mondiali 1990 - Quarti di finale                                      | -                                                                     | 71’                                                                   |
| 3-7-1990                                                              | Napoli                                                                | Argentina                                                             | 1 – 1 dts (4 – 3 dtr)                                                 | Italia                                                                | Mondiali 1990 - Semifinale                                            | -                                                                     | 70’                                                                   |
| 17-10-1990                                                            | Budapest                                                              | Ungheria                                                              | 1 – 1                                                                 | Italia                                                                | Qual. Euro 1992                                                       | -                                                                     | 81’                                                                   |
| 3-11-1990                                                             | Roma                                                                  | Italia                                                                | 0 – 0                                                                 | Unione Sovietica                                                      | Qual. Euro 1992                                                       | -                                                                     | 70’                                                                   |
| 22-12-1990                                                            | Limassol                                                              | Cipro                                                                 | 0 – 4                                                                 | Italia                                                                | Qual. Euro 1992                                                       | 2                                                                     |                                                                       |
| Totale                                                                |                                                                       | Presenze                                                              | 24                                                                    |                                                                       | Reti                                                                  | 5                                                                     |                                                                       |

## Palmarès

### Club

#### Competizioni nazionali
- Campionato italiano di Serie B: 2

Como: 1979-1980
Milan: 1982-1983
- Coppa Italia: 1

Inter: 1981-1982
- Campionato italiano: 4

Juventus: 1985-1986
Inter: 1988-1989
Milan: 1991-1992, 1992-1993
- Supercoppa italiana: 2

Inter: 1989
Milan: 1992

#### Competizioni internazionali
- Coppa Intercontinentale: 1

Juventus: 1985
- Coppa UEFA: 1

Inter: 1990-1991

### Individuale
- Capocannoniere della Serie A: 1

1988-1989 (22 gol)